# Irina Jakowlewna Melik-Gaikasjan
Irina Jakowlewna Melik-Gaikasjan (russisch Ирина Яковлевна Мелик-Гайказян; * 24. April 1922 in Irkutsk; † 1. Oktober 1998 in Tomsk) war eine sowjetische Physikerin und Hochschullehrerin.

## Leben
Nach dem Schulabschluss 1939 mit Goldmedaille studierte Melik an der Staatlichen Universität Irkutsk in der Physikalisch-Mathematischen Fakultät mit Abschluss 1944 als Physikerin mit Auszeichnung.
Die Aspirantur begann Melik 1946 am Moskauer Geophysik-Institut der Akademie der Wissenschaften der UdSSR bei Fjodor Sawarenski. Sie verteidigte 1950 ihre Dissertation über die Struktur des Erdkerns auf der Grundlage der Interpretation seismischer Beobachtungen mit Erfolg für die Promotion zur Kandidatin der physikalisch.-mathematischen Wissenschaften.
Darauf ging Melik mit ihrem Ehemann Wigen Melik-Gaikasjan nach Tomsk und arbeitete am Tomsker Polytechnischen Institut (TPI) zunächst als Assistentin, dann als Senior-Lehrerin am Lehrstuhl für Allgemeine Physik und schließlich als Dozentin und wissenschaftliche Senior-Mitarbeiterin am Lehrstuhl für Theoretische und Experimentelle Physik. Sie verteidigte 1967 ihre Doktor-Dissertation über die Kinetik der Ansammlung von Farbzentren in Alkalihalogenid-Kristallen mit Erfolg für die Promotion zur Doktorin der physikalisch-mathematischen Wissenschaften. Im Oktober 1969 wurde sie zur Professorin des Lehrstuhls für Theoretische und Experimentelle Physik des TPI ernannt.
Als 1969 die Bergbau-Fakultät des TPI zum Polytechnischen Institut des Kusbass in Kemerowo verlegt wurde, zog Melik dorthin um und war Professorin und ab 1977 Leiterin des Lehrstuhls für Physik. Sie gründete ein Laboratorium für die Zucht von Kristallen mit hoher mechanischer Festigkeit und elektrischer Festigkeit.
Als Meliks Ehemann den Wettbewerb für die Professur am Lehrstuhl für Bergbauangelegenheiten und Arbeitsschutz des Kursker Polytechnischen Instituts gewann, wurde sie dort 1978 Professorin des Lehrstuhls für Physik.
Im November 1986 kehrte Melik an das TPI zurück, als sie den Wettbewerb  für die Professur am Lehrstuhl für Allgemeine Physik gewann. Ihr 1957 gegründetes Laboratorium wurde eine Abteilung des Laboratoriums für Probleme der Dielektrika- und Halbleiter-Elektronik des TPI. Am 1. November 1990 ging sie in den Ruhestand.

## Ehrungen, Preise
- Jubiläumsmedaille „Zum Gedenken an den 100. Geburtstag von Wladimir Iljitsch Lenin“
- Medaille „Veteran der Arbeit“
- Ehrenurkunde des Bildungsministeriums der Kirgisischen Sozialistischen Sowjetrepublik